# Байчунаський сільський округ
Байчуна́ський сільський округ (каз. Байшонас ауылдық округі, рос. Байчунасский сельский округ) — колишня адміністративна одиниця у складі Макатського району Атирауської області Казахстану. Адміністративний центр та єдиний населений пункт — село Байчунас.
У 2013-14 роках район також був розформований у зв'язку з перенесенням районного центру і єдиного населеного пункту села Байчунас до міста Атирау та села Махамбет.
Населення — 1827 осіб (2009; 1717 в 1999).